# Tony Awards 1959
Die Verleihung der 13. Tony Awards 1959 (13th Annual Tony Awards) fand am 12. April 1959 im Grand Ballroom des Hotels Waldorf Astoria in New York City statt. Moderator der Veranstaltung war Clayton (Bud) Collyer. Ausgezeichnet wurden Theaterstücke und Musicals der Saison 1958/59, die am Broadway ihre Erstaufführung hatten. Die Preisverleihung wurde vom Sender WCBS-TV auf Channel 2 im Fernsehen übertragen.

## Hintergrund
Die Antoinette Perry Awards for Excellence in Theatre, oder besser bekannt als Tony Awards, werden seit 1947 jährlich in zahlreichen Kategorien für herausragende Leistungen bei Broadway-Produktionen und -Aufführungen der letzten Theatersaison vergeben. Zusätzlich werden verschiedene Sonderpreise, z. B. der Regional Theatre Tony Award, verliehen. Benannt ist die Auszeichnung nach Antoinette Perry. Sie war 1940 Mitbegründerin des wiederbelebten und überarbeiteten American Theatre Wing (ATW). Die Preise wurden nach ihrem Tod im Jahr 1946 vom ATW zu ihrem Gedenken gestiftet und werden bei einer jährlichen Zeremonie in New York City überreicht.

## Gewinner und Nominierte

### Künstlerische Produktion
| Kategorie                       | Preisträger                                                                         | Theaterstück bzw. Musical | Nominierungen |
| Bestes Theaterstück             | Archibald MacLeish                                                                  | J.B.                      | - A Touch of the Poet – Eugene O’Neill - Epitaph for George Dillon – John Osborne und Anthony Creighton - The Disenchanted – Budd Schulberg und Harvey Breit - The Visit – Friedrich Dürrenmatt |
| Bestes Musical                  | Albert Hague (Musik), Dorothy Fields (Liedtexte und Buch) und Herbert Fields (Buch) | Redhead                   | - Flower Drum Song – Richard Rodgers (Musik) und Oscar Hammerstein II (Buch und Liedtexte) - La Plume de Ma Tante – Robert Dhéry (Buch), Gérard Calvi (Musik) und Ross Parker (Liedtexte)       |
| Bester Produzent (Theaterstück) | Alfred de Liagre, Jr.                                                               | J.B.                      | |
| Bester Produzent (Musical)      | Robert Fryer und Lawrence Carr                                                      | Redhead                   | |

### Künstlerische Leistung
| Kategorie                            | Preisträger                    | Theaterstück bzw. Musical                                           | Nominierungen |
| Bester Hauptdarsteller Theaterstück  | Jason Robards, Jr.             | The Disenchanted als Manley Halliday                                | - Cedric Hardwicke in A Majority of One als Koichi Asano - Alfred Lunt in The Visit als Anton Schill - Christopher Plummer in J.B. als Nickles - Cyril Ritchard in The Pleasure of His Company als Biddeford Poole - Robert Stephens in Epitaph for George Dillon als George Dillon |
| Beste Hauptdarstellerin Theaterstück | Gertrude Berg                  | A Majority of One als Bertha Jacoby                                 | - Claudette Colbert in The Marriage-Go-Round als Content Lowell - Lynn Fontanne in The Visit als Claire Zachanassian - Kim Stanley in A Touch of the Poet als Sara Melody - Maureen Stapleton in The Cold Wind and the Warm als Ida                                                 |
| Bester Hauptdarsteller Musical       | Richard Kiley                  | Redhead als Tom Baxter                                              | - Larry Blyden in Flower Drum Song als Sammy Fong |
| Beste Hauptdarstellerin Musical      | Gwen Verdon                    | Redhead als Essie Whimple                                           | - Miyoshi Umeki in Flower Drum Song als Mei-Li |
| Bester Nebendarsteller Theaterstück  | Charlie Ruggles                | The Pleasure of His Company als Mackenzie Savage                    | - Marc Connelly in Tall Story als Professor Charles Osman - George Grizzard in The Disenchanted als Shep Stearns - Walter Matthau in Once More, with Feeling! als Maxwell Archer - Robert Morse in Say, Darling als Ted Snow - George C. Scott in Comes a Day als Tydings Glenn     |
| Beste Nebendarstellerin Theaterstück | Julie Newmar                   | The Marriage-Go-Round als Katrin Sveg                               | - Maureen Delany in God and Kate Murphy als Carrie Donovan - Dolores Hart in The Pleasure of His Company als Jessica Poole - Nan Martin in J.B. als Sarah - Bertice Reading in Requiem for a Nun als Nancy Mannigoe                                                                 |
| Bester Nebendarsteller Musical       | Russell Nype und Leonard Stone | Goldilocks als George Randolph Brown und Redhead als George Poppett | |
| Beste Nebendarstellerin Musical      | Pat Stanley                    | Goldilocks als Lois Lee                                             | - Julienne Marie in Whoop-Up als Mary Champlain |

### Künstlerische Gestaltung
| Kategorie                         | Preisträger          | Theaterstück bzw. Musical | Nominierungen |
| Bestes Bühnenbild                 | Donald Oenslager     | A Majority of One         | - Boris Aronson – J.B. - Ballou – The Legend of Lizzie - Ben Edwards – Jane Eyre - Oliver Messel – Rashomon - Teo Otto – The Visit                                                                                          |
| Beste Bühnentechnik               | Sam Knapp            | The Music Man             | - Thomas Fitzgerald – Who Was That Lady I Saw You With? - Edward Flynn – The Most Happy Fella |
| Beste Choreographie               | Bob Fosse            | Redhead                   | - Agnes de Mille – Goldilocks - Carol Haney – Flower Drum Song - Onna White – Whoop-Up |
| Bester Dirigent und Musikdirektor | Salvatore Dell’Isola | Flower Drum Song          | - Jay Blackston – Redhead - Lehman Engel – Goldilocks - Gershon Kingsley – La Plume de Ma Tante |
| Beste Kostüme                     | Rouben Ter-Arutunian | Redhead                   | - Antonio Castillo – Goldilocks - Dorothy Jenkins – The World of Suzie Wong - Oliver Messel – Rashomon - Irene Sharaff – Flower Drum Song                                                                                   |
| Beste Regie                       | Elia Kazan           | J.B.                      | - Peter Brook – The Visit - Robert Dhéry – La Plume de Ma Tante - William Gaskill – Epitaph for George Dillon - Peter Glenville – Rashomon - Cyril Ritchard – The Pleasure of His Company - Dore Schary – A Majority of One |

### Sonderpreise (ohne Wettbewerb)
| Kategorie          | Preisträger | Grund der Preisverleihung |
| Special Tony Award | John Gielgud | Für seinen Beitrag zum Theater und seine außergewöhnlichen Kenntnisse des Werkes von Shakespeare, die er in seinem Ein-Mann-Stück Ages of Man demonstriert |
| Special Tony Award | Howard Lindsay und Russel Crouse | Für eine Zusammenarbeit, die länger anhält als die von Gilbert und Sullivan                                                                                |
| Special Tony Award | Besetzung von La Plume de Ma Tante: Pamela Austin, Colette Brosset, Roger Caccia, Yvonne Constant, Genevieve Coulombel, Robert Dhéry, Michael Kent, Jean Lefevre, Jacques Legras, Michael Modo, Pierre Olaf, Nicole Parent, Ross Parker und Henri Pennec | Für ihren Beitrag zum Theater |

## Statistik

### Mehrfache Nominierungen
- 7 Nominierungen: Redhead
- 6 Nominierungen: Flower Drum Song
- 5 Nominierungen: Goldilocks, J.B. und The Visit
- 4 Nominierungen: La Plume de Ma Tante, A Majority of One und The Pleasure of His Company
- 3 Nominierungen: The Disenchanted, Epitaph for George Dillon und Rashomon
- 2 Nominierungen: The Marriage-Go-Round, A Touch of the Poet und Whoop-Up

### Mehrfache Gewinne
- 6 Gewinne: Redhead
- 2 Gewinne: Goldilocks, J.B. und A Majority of One